# Liste des matchs de l'équipe de Bosnie-Herzégovine de football par adversaire
Cette liste présente les matchs de l'équipe de Bosnie-Herzégovine de football par adversaire rencontré depuis son premier match officiel le 30 novembre 1995 contre l'Albanie.
- Haut – A
- B
- C
- D
- E
- F
- G
- H
- I
- J
- K
- L
- M
- N
- O
- P
- Q
- R
- S
- T
- U
- V
- W
- X
- Y
- Z

## A

### Afrique du Sud
|   | Date        | Lieu          | Match                               | Score | Compétition |
| 1 | 8 août 2001 | Téhéran, Iran | Afrique du Sud - Bosnie-Herzégovine | 2 - 4 | LG Cup 2001 |

Bilan
- Total de matchs disputés : 1
- Victoires de l'équipe de Bosnie-Herzégovine : 1
- Victoires de l'équipe d'Afrique du Sud : 0
- Matchs nuls : 0

### Albanie
|   | Date             | Lieu                       | Match                        | Score | Compétition                                |
| 1 | 30 novembre 1995 | Tirana, Albanie            | Albanie - Bosnie-Herzégovine | 2 - 0 | Match amical                               |
| 2 | 24 avril 1996    | Zenica, Bosnie-Herzégovine | Bosnie-Herzégovine - Albanie | 0 - 0 | Match amical                               |
| 3 | 8 octobre 2010   | Tirana, Albanie            | Albanie - Bosnie-Herzégovine | 1 - 1 | Qualifications pour l'Euro 2012 (Groupe D) |
| 4 | 7 juin 2011      | Zenica, Bosnie-Herzégovine | Bosnie-Herzégovine - Albanie | 2 - 0 | Qualifications pour l'Euro 2012 (Groupe D) |
| 5 | 28 mars 2017     | Elbasan, Albanie           | Albanie - Bosnie-Herzégovine | 1 - 2 | Match amical                               |

Bilan
- Total de matchs disputés : 5
- Victoires de l'équipe de Bosnie-Herzégovine : 2
- Victoires de l'équipe d'Albanie : 1
- Matchs nuls : 2

### Algérie
|   | Date             | Lieu           | Match                        | Score | Compétition  |
| 1 | 14 novembre 2012 | Alger, Algérie | Algérie - Bosnie-Herzégovine | 0 - 1 | Match amical |

Bilan
- Total de matchs disputés : 1
- Victoires de l'équipe de Bosnie-Herzégovine : 1
- Victoires de l'équipe d'Algérie : 0
- Matchs nuls : 0

### Allemagne
|   | Date             | Lieu                             | Match                          | Score | Compétition                           |
| 1 | 11 octobre 2002  | Sarajevo, Bosnie-Herzégovine     | Bosnie-Herzégovine - Allemagne | 1 - 1 | Match amical                          |
| 2 | 3 juin 2010      | Francfort-sur-le-Main, Allemagne | Allemagne - Bosnie-Herzégovine | 3 - 1 | Match amical                          |
| 3 | 11 octobre 2024  | Zenica, Bosnie-Herzégovine       | Bosnie-Herzégovine - Allemagne | 1 - 2 | Ligue des nations 2024-2025 (Ligue A) |
| 4 | 16 novembre 2024 | Fribourg-en-Brisgau, Allemagne   | Allemagne - Bosnie-Herzégovine | 7 - 0 | Ligue des nations 2024-2025 (Ligue A) |

Bilan
- Total de matchs disputés : 4
- Victoires de l'équipe de Bosnie-Herzégovine : 0
- Victoires de l'équipe d'Allemagne : 3
- Matchs nuls : 1

### Andorre
|   | Date             | Lieu                        | Match                        | Score | Compétition                                |
| 1 | 28 mars 2015     | Andorre-la-Vieille, Andorre | Andorre - Bosnie-Herzégovine | 0 - 3 | Qualifications pour l'Euro 2016 (Groupe B) |
| 2 | 6 septembre 2015 | Zenica, Bosnie-Herzégovine  | Bosnie-Herzégovine - Andorre | 3 - 0 | Qualifications pour l'Euro 2016 (Groupe B) |

Bilan
- Total de matchs disputés : 2
- Victoires de l'équipe de Bosnie-Herzégovine : 2
- Victoires de l'équipe d'Andorre : 0
- Matchs nuls : 0

### Angleterre
|   | Date        | Lieu                            | Match                           | Score | Compétition  |
| 1 | 3 juin 2024 | Newcastle upon Tyne, Angleterre | Angleterre - Bosnie-Herzégovine | 3 - 0 | Match amical |

Bilan
- Total de matchs disputés : 1
- Victoires de l'équipe de Bosnie-Herzégovine : 0
- Victoires de l'équipe d'Angleterre : 1
- Matchs nuls : 0

### Argentine
|   | Date             | Lieu                    | Match                          | Score | Compétition                    |
| 1 | 14 mai 1998      | Córdoba, Argentine      | Argentine - Bosnie-Herzégovine | 5 - 0 | Match amical                   |
| 2 | 18 novembre 2013 | Saint-Louis, États-Unis | Argentine - Bosnie-Herzégovine | 2 - 0 | Match amical                   |
| 3 | 15 juin 2014     | Rio de Janeiro, Brésil  | Argentine - Bosnie-Herzégovine | 2 - 1 | Coupe du monde 2014 (Groupe F) |

Bilan
- Total de matchs disputés : 3
- Victoires de l'équipe de Bosnie-Herzégovine : 0
- Victoires de l'équipe d'Argentine : 3
- Matchs nuls : 0

### Arménie
|   | Date             | Lieu                         | Match                        | Score | Compétition                                           |
| 1 | 15 octobre 2008  | Zenica, Bosnie-Herzégovine   | Bosnie-Herzégovine - Arménie | 4 - 1 | Qualifications pour la Coupe du monde 2010 (Groupe 5) |
| 2 | 5 septembre 2009 | Erevan, Arménie              | Arménie - Bosnie-Herzégovine | 0 - 2 | Qualifications pour la Coupe du monde 2010 (Groupe 5) |
| 3 | 23 mars 2019     | Sarajevo, Bosnie-Herzégovine | Bosnie-Herzégovine - Arménie | 2 - 1 | Qualifications pour l'Euro 2020 (Groupe J)            |
| 4 | 8 septembre 2019 | Erevan, Arménie              | Arménie - Bosnie-Herzégovine | 4 - 2 | Qualifications pour l'Euro 2020 (Groupe J)            |

Bilan
- Total de matchs disputés : 4
- Victoires de l'équipe de Bosnie-Herzégovine : 3
- Victoires de l'équipe d'Arménie : 1
- Matchs nuls : 0

### Autriche
|   | Date              | Lieu                         | Match                         | Score | Compétition                                           |
| 1 | 24 mars 2001      | Sarajevo, Bosnie-Herzégovine | Bosnie-Herzégovine - Autriche | 1 - 1 | Qualifications pour la Coupe du monde 2002 (Groupe 7) |
| 2 | 5 septembre 2001  | Vienne, Autriche             | Autriche - Bosnie-Herzégovine | 2 - 0 | Qualifications pour la Coupe du monde 2002 (Groupe 7) |
| 3 | 31 mars 2015      | Vienne, Autriche             | Autriche - Bosnie-Herzégovine | 1 - 1 | Match amical                                          |
| 4 | 11 septembre 2018 | Zenica, Bosnie-Herzégovine   | Bosnie-Herzégovine - Autriche | 1 - 0 | Ligue des nations 2018-2019 (Ligue B)                 |
| 5 | 15 novembre 2018  | Vienne, Autriche             | Autriche - Bosnie-Herzégovine | 0 - 0 | Ligue des nations 2018-2019 (Ligue B)                 |
| 6 | 9 septembre 2025  | Zenica, Bosnie-Herzégovine   | Bosnie-Herzégovine - Autriche | -     | Qualifications pour la Coupe du monde 2026 (Groupe H) |
| 7 | 18 novembre 2025  | Vienne, Autriche             | Autriche - Bosnie-Herzégovine | -     | Qualifications pour la Coupe du monde 2026 (Groupe H) |

Bilan
- Total de matchs disputés : 5
- Victoires de l'équipe de Bosnie-Herzégovine : 1
- Victoires de l'équipe d'Autriche : 1
- Matchs nuls : 3

### Azerbaïdjan
|   | Date          | Lieu                       | Match                            | Score | Compétition  |
| 1 | 1er juin 2008 | Zenica, Bosnie-Herzégovine | Bosnie-Herzégovine - Azerbaïdjan | 1 - 0 | Match amical |

Bilan
- Total de matchs disputés : 1
- Victoires de l'équipe de Bosnie-Herzégovine : 1
- Victoires de l'équipe d'Azerbaïdjan : 0
- Matchs nuls : 0

## B

### Bahreïn
|   | Date         | Lieu                | Match                        | Score | Compétition             |
| 1 | 23 juin 2001 | Shah Alam, Malaisie | Bahreïn - Bosnie-Herzégovine | 2 - 2 | Merdeka Tournament 2001 |

Bilan
- Total de matchs disputés : 1
- Victoires de l'équipe de Bosnie-Herzégovine : 1
- Victoires de l'équipe de Bahreïn : 0
- Matchs nuls : 0

### Bangladesh
|   | Date            | Lieu         | Match                           | Score | Compétition   |
| 1 | 12 janvier 2001 | Cochin, Inde | Bangladesh - Bosnie-Herzégovine | 0 - 2 | Millennium SC |

Bilan
- Total de matchs disputés : 1
- Victoires de l'équipe de Bosnie-Herzégovine : 1
- Victoires de l'équipe du Bangladesh : 0
- Matchs nuls : 0

### Belgique
|   | Date             | Lieu                       | Match                         | Score | Compétition                                           |
| 1 | 26 mars 2005     | Bruxelles, Belgique        | Belgique - Bosnie-Herzégovine | 4 - 1 | Qualifications pour la Coupe du monde 2006 (Groupe 7) |
| 2 | 3 septembre 2005 | Zenica, Bosnie-Herzégovine | Bosnie-Herzégovine - Belgique | 1 - 0 | Qualifications pour la Coupe du monde 2006 (Groupe 7) |
| 3 | 28 mars 2009     | Genk, Belgique             | Belgique - Bosnie-Herzégovine | 2 - 4 | Qualifications pour la Coupe du monde 2010 (Groupe 5) |
| 4 | 1er avril 2009   | Zenica, Bosnie-Herzégovine | Bosnie-Herzégovine - Belgique | 2 - 1 | Qualifications pour la Coupe du monde 2010 (Groupe 5) |
| 5 | 13 octobre 2014  | Zenica, Bosnie-Herzégovine | Bosnie-Herzégovine - Belgique | 1 - 1 | Qualifications pour l'Euro 2016 (Groupe B)            |
| 6 | 3 septembre 2015 | Bruxelles, Belgique        | Belgique - Bosnie-Herzégovine | 3 - 1 | Qualifications pour l'Euro 2016 (Groupe B)            |
| 7 | 7 octobre 2016   | Bruxelles, Belgique        | Belgique - Bosnie-Herzégovine | 4 - 0 | Qualifications pour la Coupe du monde 2018 (Groupe H) |
| 8 | 7 octobre 2017   | Zenica, Bosnie-Herzégovine | Bosnie-Herzégovine - Belgique | 3 - 4 | Qualifications pour la Coupe du monde 2018 (Groupe H) |

Bilan
- Total de matchs disputés : 8
- Victoires de l'équipe de Bosnie-Herzégovine : 3
- Victoires de l'équipe de Belgique : 4
- Matchs nuls : 1

### Biélorussie
|   | Date             | Lieu                       | Match                            | Score | Compétition                                |
| 1 | 2 septembre 2011 | Minsk, Biélorussie         | Biélorussie - Bosnie-Herzégovine | 0 - 2 | Qualifications pour l'Euro 2012 (Groupe D) |
| 2 | 6 septembre 2011 | Zenica, Bosnie-Herzégovine | Bosnie-Herzégovine - Biélorussie | 1 - 0 | Qualifications pour l'Euro 2012 (Groupe D) |

Bilan
- Total de matchs disputés : 2
- Victoires de l'équipe de Bosnie-Herzégovine : 2
- Victoires de l'équipe de Biélorussie : 0
- Matchs nuls : 0

### Brésil
|   | Date             | Lieu               | Match                       | Score | Compétition  |
| 1 | 18 décembre 1996 | Manaus, Brésil     | Brésil - Bosnie-Herzégovine | 1 - 0 | Match amical |
| 2 | 28 février 2012  | Saint-Gall, Suisse | Bosnie-Herzégovine - Brésil | 1 - 2 | Match amical |

Bilan
- Total de matchs disputés : 2
- Victoires de l'équipe de Bosnie-Herzégovine : 0
- Victoires de l'équipe du Brésil : 2
- Matchs nuls : 0

### Bulgarie
|   | Date         | Lieu                       | Match                         | Score | Compétition  |
| 1 | 20 août 2008 | Zenica, Bosnie-Herzégovine | Bosnie-Herzégovine - Bulgarie | 1 - 2 | Match amical |
| 2 | 23 mars 2018 | Razgrad, Bulgarie          | Bulgarie - Bosnie-Herzégovine | 0 - 1 | Match amical |

Bilan
- Total de matchs disputés : 2
- Victoires de l'équipe de Bosnie-Herzégovine : 1
- Victoires de l'équipe de Bulgarie : 1
- Matchs nuls : 0

## C

### Chine
|   | Date        | Lieu                   | Match                      | Score | Compétition               |
| 1 | 2 mars 1997 | Kuala Lumpur, Malaisie | Chine - Bosnie-Herzégovine | 3 - 0 | Dunhill Cup 1997 (Finale) |

Bilan
- Total de matchs disputés : 1
- Victoires de l'équipe de Bosnie-Herzégovine : 0
- Victoires de l'équipe de Chine : 1
- Matchs nuls : 0

### Chypre
|   | Date             | Lieu                       | Match                       | Score | Compétition                                           |
| 1 | 9 septembre 2014 | Zenica, Bosnie-Herzégovine | Bosnie-Herzégovine - Chypre | 1 - 2 | Qualifications pour l'Euro 2016 (Groupe B)            |
| 2 | 13 octobre 2015  | Nicosie, Chypre            | Chypre - Bosnie-Herzégovine | 2 - 3 | Qualifications pour l'Euro 2016 (Groupe B)            |
| 3 | 10 octobre 2016  | Zenica, Bosnie-Herzégovine | Bosnie-Herzégovine - Chypre | 2 - 0 | Qualifications pour la Coupe du monde 2018 (Groupe H) |
| 4 | 31 août 2017     | Nicosie, Chypre            | Chypre - Bosnie-Herzégovine | 3 - 2 | Qualifications pour la Coupe du monde 2018 (Groupe H) |
| 5 | 24 mars 2025     | Zenica, Bosnie-Herzégovine | Bosnie-Herzégovine - Chypre | 2 - 1 | Qualifications pour la Coupe du monde 2026 (Groupe H) |
| 6 | 9 octobre 2025   | Nicosie, Chypre            | Chypre - Bosnie-Herzégovine | -     | Qualifications pour la Coupe du monde 2026 (Groupe H) |

Bilan
- Total de matchs disputés : 5
- Victoires de l'équipe de Bosnie-Herzégovine : 3
- Victoires de l'équipe de Chypre : 2
- Matchs nuls : 0

### Corée du Sud
|   | Date          | Lieu                 | Match                             | Score | Compétition  |
| 1 | 26 mai 2006   | Séoul, Corée du Sud  | Corée du Sud - Bosnie-Herzégovine | 2 - 0 | Match amical |
| 2 | 1er juin 2018 | Jeonju, Corée du Sud | Corée du Sud - Bosnie-Herzégovine | 1 - 3 | Match amical |

Bilan
- Total de matchs disputés : 2
- Victoires de l'équipe de Bosnie-Herzégovine : 1
- Victoires de l'équipe de Corée du Sud : 1
- Matchs nuls : 0

### Costa Rica
|   | Date         | Lieu                         | Match                           | Score | Compétition  |
| 1 | 27 mars 2021 | Sarajevo, Bosnie-Herzégovine | Bosnie-Herzégovine - Costa Rica | 0 - 0 | Match amical |

Bilan
- Total de matchs disputés : 1
- Victoires de l'équipe de Bosnie-Herzégovine : 0
- Victoires de l'équipe du Costa Rica : 0
- Matchs nuls : 1

### Croatie
|   | Date             | Lieu                         | Match                        | Score | Compétition                                           |
| 1 | 8 octobre 1996   | Bologne, Italie              | Bosnie-Herzégovine - Croatie | 1 - 4 | Qualifications pour la Coupe du monde 1998 (Groupe 1) |
| 2 | 6 septembre 1997 | Zagreb, Croatie              | Croatie - Bosnie-Herzégovine | 3 - 2 | Qualifications pour la Coupe du monde 1998 (Groupe 1) |
| 3 | 17 avril 2002    | Zagreb, Croatie              | Croatie - Bosnie-Herzégovine | 2 - 0 | Match amical                                          |
| 4 | 22 août 2007     | Sarajevo, Bosnie-Herzégovine | Bosnie-Herzégovine - Croatie | 3 - 5 | Match amical                                          |

Bilan
- Total de matchs disputés : 4
- Victoires de l'équipe de Bosnie-Herzégovine : 0
- Victoires de l'équipe de Croatie : 4
- Matchs nuls : 0

### Côte d'Ivoire
|   | Date        | Lieu                    | Match                              | Score | Compétition    |
| 1 | 30 mai 2014 | Saint-Louis, États-Unis | Bosnie-Herzégovine - Côte d'Ivoire | 2 - 1 | Road to Brazil |

Bilan
- Total de matchs disputés : 1
- Victoires de l'équipe de Bosnie-Herzégovine : 1
- Victoires de l'équipe de Côte d'Ivoire : 0
- Matchs nuls : 0

## D

### Danemark
|   | Date            | Lieu                         | Match                         | Score | Compétition                                           |
| 1 | 8 juin 1997     | Copenhague, Danemark         | Danemark - Bosnie-Herzégovine | 2 - 0 | Qualifications pour la Coupe du monde 1998 (Groupe 1) |
| 2 | 20 août 1997    | Sarajevo, Bosnie-Herzégovine | Bosnie-Herzégovine - Danemark | 3 - 0 | Qualifications pour la Coupe du monde 1998 (Groupe 1) |
| 3 | 2 avril 2003    | Copenhague, Danemark         | Danemark - Bosnie-Herzégovine | 0 - 2 | Qualifications pour l'Euro 2004 (Groupe 2)            |
| 4 | 11 octobre 2003 | Sarajevo, Bosnie-Herzégovine | Bosnie-Herzégovine - Danemark | 1 - 1 | Qualifications pour l'Euro 2004 (Groupe 2)            |
| 5 | 3 juin 2016     | Toyota, Japon                | Bosnie-Herzégovine - Danemark | 2 - 2 | Coupe Kirin 2016 (Demi-finales)                       |
| 6 | 6 juin 2021     | Brøndby, Danemark            | Danemark - Bosnie-Herzégovine | 2 - 0 | Match amical                                          |

Bilan
- Total de matchs disputés : 6
- Victoires de l'équipe de Bosnie-Herzégovine : 2
- Victoires de l'équipe du Danemark : 2
- Matchs nuls : 2

## E

### Écosse
|   | Date             | Lieu                         | Match                       | Score | Compétition                                |
| 1 | 4 septembre 1999 | Sarajevo, Bosnie-Herzégovine | Bosnie-Herzégovine - Écosse | 1 - 2 | Qualifications pour l'Euro 2000 (Groupe 9) |
| 2 | 5 octobre 1999   | Glasgow, Écosse              | Écosse - Bosnie-Herzégovine | 1 - 0 | Qualifications pour l'Euro 2000 (Groupe 9) |

Bilan
- Total de matchs disputés : 2
- Victoires de l'équipe de Bosnie-Herzégovine : 0
- Victoires de l'équipe d'Écosse : 2
- Matchs nuls : 0

### Égypte
|   | Date        | Lieu                | Match                       | Score | Compétition  |
| 1 | 5 mars 2014 | Innsbruck, Autriche | Bosnie-Herzégovine - Égypte | 0 - 2 | Match amical |

Bilan
- Total de matchs disputés : 1
- Victoires de l'équipe de Bosnie-Herzégovine : 0
- Victoires de l'équipe d'Égypte : 1
- Matchs nuls : 0

### Espagne
|   | Date             | Lieu                         | Match                        | Score | Compétition                                           |
| 1 | 2 septembre 2000 | Sarajevo, Bosnie-Herzégovine | Bosnie-Herzégovine - Espagne | 1 - 2 | Qualifications pour la Coupe du monde 2002 (Groupe 7) |
| 2 | 2 juin 2001      | Oviedo, Espagne              | Espagne - Bosnie-Herzégovine | 4 - 1 | Qualifications pour la Coupe du monde 2002 (Groupe 7) |
| 3 | 8 septembre 2004 | Zenica, Bosnie-Herzégovine   | Bosnie-Herzégovine - Espagne | 1 - 1 | Qualifications pour la Coupe du monde 2006 (Groupe 7) |
| 4 | 8 juin 2005      | Valence, Espagne             | Espagne - Bosnie-Herzégovine | 1 - 1 | Qualifications pour la Coupe du monde 2006 (Groupe 7) |
| 5 | 6 septembre 2008 | Murcie, Espagne              | Espagne - Bosnie-Herzégovine | 1 - 0 | Qualifications pour la Coupe du monde 2010 (Groupe 5) |
| 6 | 14 octobre 2009  | Zenica, Bosnie-Herzégovine   | Bosnie-Herzégovine - Espagne | 2 - 5 | Qualifications pour la Coupe du monde 2010 (Groupe 5) |
| 7 | 29 mai 2016      | Saint-Gall, Suisse           | Espagne - Bosnie-Herzégovine | 3 - 1 | Match amical                                          |
| 8 | 18 novembre 2018 | Las Palmas, Espagne          | Espagne - Bosnie-Herzégovine | 1 - 0 | Match amical                                          |

Bilan
- Total de matchs disputés : 8
- Victoires de l'équipe de Bosnie-Herzégovine : 0
- Victoires de l'équipe d'Espagne : 6
- Matchs nuls : 2

### Estonie
|   | Date              | Lieu                         | Match                        | Score | Compétition                                           |
| 1 | 6 septembre 1998  | Sarajevo, Bosnie-Herzégovine | Bosnie-Herzégovine - Estonie | 1 - 1 | Qualifications pour l'Euro 2000 (Groupe 9)            |
| 2 | 9 octobre 1999    | Tallinn, Estonie             | Estonie - Bosnie-Herzégovine | 1 - 4 | Qualifications pour l'Euro 2000 (Groupe 9)            |
| 3 | 17 août 2005      | Tallinn, Estonie             | Estonie - Bosnie-Herzégovine | 1 - 1 | Match amical                                          |
| 4 | 10 septembre 2008 | Zenica, Bosnie-Herzégovine   | Bosnie-Herzégovine - Estonie | 7 - 0 | Qualifications pour la Coupe du monde 2010 (Groupe 5) |
| 5 | 10 octobre 2009   | Tallinn, Estonie             | Estonie - Bosnie-Herzégovine | 0 - 2 | Qualifications pour la Coupe du monde 2010 (Groupe 5) |
| 6 | 6 septembre 2016  | Zenica, Bosnie-Herzégovine   | Bosnie-Herzégovine - Estonie | 5 - 0 | Qualifications pour la Coupe du monde 2018 (Groupe H) |
| 7 | 10 octobre 2017   | Tallinn, Estonie             | Estonie - Bosnie-Herzégovine | 1 - 2 | Qualifications pour la Coupe du monde 2018 (Groupe H) |

Bilan
- Total de matchs disputés : 7
- Victoires de l'équipe de Bosnie-Herzégovine : 5
- Victoires de l'équipe d'Estonie : 1
- Matchs nuls : 1

### États-Unis
|   | Date             | Lieu                         | Match                           | Score | Compétition  |
| 1 | 14 août 2013     | Sarajevo, Bosnie-Herzégovine | Bosnie-Herzégovine - États-Unis | 3 - 4 | Match amical |
| 2 | 28 janvier 2018  | Carson, États-Unis           | États-Unis - Bosnie-Herzégovine | 0 - 0 | Match amical |
| 3 | 19 décembre 2021 | Carson, États-Unis           | États-Unis - Bosnie-Herzégovine | 1 - 0 | Match amical |

Bilan
- Total de matchs disputés : 3
- Victoires de l'équipe de Bosnie-Herzégovine : 0
- Victoires de l'équipe des États-Unis : 2
- Matchs nuls : 1

## F

### Finlande
|   | Date             | Lieu                       | Match                         | Score | Compétition                                           |
| 1 | 28 avril 2004    | Zenica, Bosnie-Herzégovine | Bosnie-Herzégovine - Finlande | 1 - 0 | Match amical                                          |
| 2 | 8 juin 2019      | Tampere, Finlande          | Finlande - Bosnie-Herzégovine | 2 - 0 | Qualifications pour l'Euro 2020 (Groupe J)            |
| 3 | 12 octobre 2019  | Zenica, Bosnie-Herzégovine | Bosnie-Herzégovine - Finlande | 4 - 1 | Qualifications pour l'Euro 2020 (Groupe J)            |
| 4 | 24 mars 2021     | Helsinki, Finlande         | Finlande - Bosnie-Herzégovine | 2 - 2 | Qualifications pour la Coupe du monde 2022 (Groupe D) |
| 5 | 13 novembre 2021 | Zenica, Bosnie-Herzégovine | Bosnie-Herzégovine - Finlande | 1 - 3 | Qualifications pour la Coupe du monde 2022 (Groupe D) |
| 6 | 4 juin 2022      | Helsinki, Finlande         | Finlande - Bosnie-Herzégovine | 1 - 1 | Ligue des nations 2022-2023 (Ligue B)                 |
| 7 | 14 juin 2022     | Zenica, Bosnie-Herzégovine | Bosnie-Herzégovine - Finlande | 3 - 2 | Ligue des nations 2022-2023 (Ligue B)                 |

Bilan
- Total de matchs disputés : 7
- Victoires de l'équipe de Bosnie-Herzégovine : 3
- Victoires de l'équipe de Finlande : 2
- Matchs nuls : 2

### France
|   | Date               | Lieu                         | Match                       | Score | Compétition                                           |
| 1 | 18 août 2004       | Rennes, France               | France - Bosnie-Herzégovine | 1 - 1 | Match amical                                          |
| 2 | 16 août 2006       | Sarajevo, Bosnie-Herzégovine | Bosnie-Herzégovine - France | 1 - 2 | Match amical                                          |
| 3 | 7 septembre 2010   | Sarajevo, Bosnie-Herzégovine | Bosnie-Herzégovine - France | 0 - 2 | Qualifications pour l'Euro 2012 (Groupe D)            |
| 4 | 11 octobre 2011    | Paris, France                | France - Bosnie-Herzégovine | 1 - 1 | Qualifications pour l'Euro 2012 (Groupe D)            |
| 5 | 31 mars 2021       | Sarajevo, Bosnie-Herzégovine | Bosnie-Herzégovine - France | 0 - 1 | Qualifications pour la Coupe du monde 2022 (Groupe D) |
| 6 | 1er septembre 2021 | Strasbourg, France           | France - Bosnie-Herzégovine | 1 - 1 | Qualifications pour la Coupe du monde 2022 (Groupe D) |

Bilan
- Total de matchs disputés : 6
- Victoires de l'équipe de Bosnie-Herzégovine : 0
- Victoires de l'équipe de France : 3
- Matchs nuls : 3

## G

### Géorgie
|   | Date         | Lieu                       | Match                        | Score | Compétition  |
| 1 | 25 mars 2022 | Zenica, Bosnie-Herzégovine | Bosnie-Herzégovine - Géorgie | 0 - 1 | Match amical |

Bilan
- Total de matchs disputés : 1
- Victoires de l'équipe de Bosnie-Herzégovine : 0
- Victoires de l'équipe de Géorgie : 1
- Matchs nuls : 0

### Ghana
|   | Date        | Lieu                         | Match                      | Score | Compétition  |
| 1 | 3 mars 2010 | Sarajevo, Bosnie-Herzégovine | Bosnie-Herzégovine - Ghana | 2 - 1 | Match amical |

Bilan
- Total de matchs disputés : 1
- Victoires de l'équipe de Bosnie-Herzégovine : 1
- Victoires de l'équipe du Ghana : 0
- Matchs nuls : 0

### Gibraltar
|   | Date             | Lieu                         | Match                          | Score | Compétition                                           |
| 1 | 25 mars 2017     | Sarajevo, Bosnie-Herzégovine | Bosnie-Herzégovine - Gibraltar | 5 - 0 | Qualifications pour la Coupe du monde 2018 (Groupe H) |
| 2 | 3 septembre 2017 | Almancil, Portugal           | Gibraltar - Bosnie-Herzégovine | 0 - 4 | Qualifications pour la Coupe du monde 2018 (Groupe H) |

Bilan
- Total de matchs disputés : 2
- Victoires de l'équipe de Bosnie-Herzégovine : 2
- Victoires de l'équipe de Gibraltar : 0
- Matchs nuls : 0

### Grèce
|    | Date               | Lieu                         | Match                      | Score | Compétition                                           |
| 1  | 1er septembre 1996 | Kalamata, Grèce              | Grèce - Bosnie-Herzégovine | 3 - 0 | Qualifications pour la Coupe du monde 1998 (Groupe 1) |
| 2  | 2 avril 1997       | Sarajevo, Bosnie-Herzégovine | Bosnie-Herzégovine - Grèce | 0 - 1 | Qualifications pour la Coupe du monde 1998 (Groupe 1) |
| 3  | 11 octobre 2006    | Zenica, Bosnie-Herzégovine   | Bosnie-Herzégovine - Grèce | 0 - 4 | Qualifications pour l'Euro 2008 (Groupe C)            |
| 4  | 13 octobre 2007    | Athènes, Grèce               | Grèce - Bosnie-Herzégovine | 3 - 2 | Qualifications pour l'Euro 2008 (Groupe C)            |
| 5  | 10 août 2011       | Sarajevo, Bosnie-Herzégovine | Bosnie-Herzégovine - Grèce | 0 - 0 | Match amical                                          |
| 6  | 12 octobre 2012    | Le Pirée, Grèce              | Grèce - Bosnie-Herzégovine | 0 - 0 | Qualifications pour la Coupe du monde 2014 (Groupe G) |
| 7  | 22 mars 2013       | Zenica, Bosnie-Herzégovine   | Bosnie-Herzégovine - Grèce | 3 - 1 | Qualifications pour la Coupe du monde 2014 (Groupe G) |
| 8  | 13 novembre 2016   | Le Pirée, Grèce              | Grèce - Bosnie-Herzégovine | 1 - 1 | Qualifications pour la Coupe du monde 2018 (Groupe H) |
| 9  | 9 juin 2017        | Zenica, Bosnie-Herzégovine   | Bosnie-Herzégovine - Grèce | 0 - 0 | Qualifications pour la Coupe du monde 2018 (Groupe H) |
| 10 | 26 mars 2019       | Zenica, Bosnie-Herzégovine   | Bosnie-Herzégovine - Grèce | 2 - 2 | Qualifications pour l'Euro 2020 (Groupe J)            |
| 11 | 15 octobre 2019    | Athènes, Grèce               | Grèce - Bosnie-Herzégovine | 2 - 1 | Qualifications pour l'Euro 2020 (Groupe J)            |

Bilan
- Total de matchs disputés : 11
- Victoires de l'équipe de Bosnie-Herzégovine : 1
- Victoires de l'équipe de Grèce : 5
- Matchs nuls : 5

## H

### Hongrie
|   | Date              | Lieu                       | Match                        | Score | Compétition                                |
| 1 | 10 mars 1999      | Budapest, Hongrie          | Hongrie - Bosnie-Herzégovine | 1 - 1 | Match amical                               |
| 2 | 28 février 2001   | Zenica, Bosnie-Herzégovine | Bosnie-Herzégovine - Hongrie | 1 - 1 | Match amical                               |
| 3 | 6 septembre 2006  | Zenica, Bosnie-Herzégovine | Bosnie-Herzégovine - Hongrie | 1 - 3 | Qualifications pour l'Euro 2008 (Groupe C) |
| 4 | 8 septembre 2007  | Székesfehérvár, Hongrie    | Hongrie - Bosnie-Herzégovine | 1 - 0 | Qualifications pour l'Euro 2008 (Groupe C) |
| 5 | 10 septembre 2024 | Budapest, Hongrie          | Hongrie - Bosnie-Herzégovine | 0 - 0 | Ligue des nations 2024-2025 (Ligue A)      |
| 6 | 14 octobre 2024   | Zenica, Bosnie-Herzégovine | Bosnie-Herzégovine - Hongrie | 0 - 2 | Ligue des nations 2024-2025 (Ligue A)      |

Bilan
- Total de matchs disputés : 6
- Victoires de l'équipe de Bosnie-Herzégovine : 0
- Victoires de l'équipe de Hongrie : 3
- Matchs nuls : 3

## I

### Îles Féroé
|   | Date         | Lieu                         | Match                           | Score | Compétition                                |
| 1 | 19 août 1998 | Sarajevo, Bosnie-Herzégovine | Bosnie-Herzégovine - Îles Féroé | 1 - 0 | Qualifications pour l'Euro 2000 (Groupe 9) |
| 2 | 9 juin 1999  | Toftir, Îles Féroé           | Îles Féroé - Bosnie-Herzégovine | 2 - 2 | Qualifications pour l'Euro 2000 (Groupe 9) |

Bilan
- Total de matchs disputés : 2
- Victoires de l'équipe de Bosnie-Herzégovine : 1
- Victoires de l'équipe des îles Féroé : 0
- Matchs nuls : 1

### Indonésie
|   | Date            | Lieu                   | Match                          | Score | Compétition      |
| 1 | 26 février 1997 | Kuala Lumpur, Malaisie | Indonésie - Bosnie-Herzégovine | 0 - 2 | Dunhill Cup 1997 |

Bilan
- Total de matchs disputés : 1
- Victoires de l'équipe de Bosnie-Herzégovine : 1
- Victoires de l'équipe d'Indonésie : 0
- Matchs nuls : 0

### Iran
|   | Date             | Lieu                         | Match                     | Score | Compétition                    |
| 1 | 22 juillet 2001  | Bihać, Bosnie-Herzégovine    | Bosnie-Herzégovine - Iran | 2 - 2 | Match amical                   |
| 2 | 10 août 2001     | Téhéran, Iran                | Iran - Bosnie-Herzégovine | 4 - 0 | LG Cup 2001 (Finale)           |
| 3 | 2 février 2005   | Téhéran, Iran                | Iran - Bosnie-Herzégovine | 2 - 1 | Match amical                   |
| 4 | 31 mai 2006      | Téhéran, Iran                | Iran - Bosnie-Herzégovine | 5 - 2 | Match amical                   |
| 5 | 12 août 2009     | Sarajevo, Bosnie-Herzégovine | Bosnie-Herzégovine - Iran | 2 - 3 | Match amical                   |
| 6 | 25 juin 2014     | Salvador, Brésil             | Bosnie-Herzégovine - Iran | 3 - 1 | Coupe du monde 2014 (Groupe F) |
| 7 | 12 novembre 2020 | Sarajevo, Bosnie-Herzégovine | Bosnie-Herzégovine - Iran | 0 - 2 | Match amical                   |

Bilan
- Total de matchs disputés : 7
- Victoires de l'équipe de Bosnie-Herzégovine : 1
- Victoires de l'équipe d'Iran : 5
- Matchs nuls : 1

### Irlande
|   | Date             | Lieu                       | Match                        | Score | Compétition                                        |
| 1 | 26 mai 2012      | Dublin, Irlande            | Irlande - Bosnie-Herzégovine | 1 - 0 | Match amical                                       |
| 2 | 13 novembre 2015 | Zenica, Bosnie-Herzégovine | Bosnie-Herzégovine - Irlande | 1 - 1 | Qualifications pour l'Euro 2016 (Match de barrage) |
| 3 | 16 novembre 2015 | Dublin, Irlande            | Irlande - Bosnie-Herzégovine | 2 - 0 | Qualifications pour l'Euro 2016 (Match de barrage) |

Bilan
- Total de matchs disputés : 3
- Victoires de l'équipe de Bosnie-Herzégovine : 0
- Victoires de l'équipe d'Irlande : 2
- Matchs nuls : 1

### Irlande du Nord
|   | Date             | Lieu                         | Match                                | Score | Compétition                                        |
| 1 | 8 septembre 2018 | Belfast, Irlande du Nord     | Irlande du Nord - Bosnie-Herzégovine | 1 - 2 | Ligue des nations 2018-2019 (Ligue B)              |
| 2 | 15 octobre 2018  | Zenica, Bosnie-Herzégovine   | Bosnie-Herzégovine - Irlande du Nord | 2 - 0 | Ligue des nations 2018-2019 (Ligue B)              |
| 3 | 8 octobre 2020   | Sarajevo, Bosnie-Herzégovine | Bosnie-Herzégovine - Irlande du Nord | 1 - 1 | Qualifications pour l'Euro 2020 (Match de barrage) |

Bilan
- Total de matchs disputés : 3
- Victoires de l'équipe de Bosnie-Herzégovine : 2
- Victoires de l'équipe d'Irlande du Nord : 0
- Matchs nuls : 1

### Islande
|   | Date              | Lieu                       | Match                        | Score | Compétition                                |
| 1 | 23 mars 2023      | Zenica, Bosnie-Herzégovine | Bosnie-Herzégovine - Islande | 3 - 0 | Qualifications pour l'Euro 2024 (Groupe J) |
| 2 | 11 septembre 2023 | Reykjavik, Islande         | Islande - Bosnie-Herzégovine | 1 - 0 | Qualifications pour l'Euro 2024 (Groupe J) |

Bilan
- Total de matchs disputés : 2
- Victoires de l'équipe de Bosnie-Herzégovine : 1
- Victoires de l'équipe d'Islande : 1
- Matchs nuls : 0

### Israël
|   | Date               | Lieu                         | Match                       | Score | Compétition                                           |
| 1 | 11 octobre 2000    | Tel-Aviv, Israël             | Israël - Bosnie-Herzégovine | 3 - 1 | Qualifications pour la Coupe du monde 2002 (Groupe 7) |
| 2 | 1er septembre 2001 | Sarajevo, Bosnie-Herzégovine | Bosnie-Herzégovine - Israël | 0 - 0 | Qualifications pour la Coupe du monde 2002 (Groupe 7) |
| 3 | 16 novembre 2014   | Haïfa, Israël                | Israël - Bosnie-Herzégovine | 3 - 0 | Qualifications pour l'Euro 2016 (Groupe B)            |
| 4 | 12 juin 2015       | Zenica, Bosnie-Herzégovine   | Bosnie-Herzégovine - Israël | 3 - 1 | Qualifications pour l'Euro 2016 (Groupe B)            |

Bilan
- Total de matchs disputés : 4
- Victoires de l'équipe de Bosnie-Herzégovine : 1
- Victoires de l'équipe d'Israël : 2
- Matchs nuls : 1

### Italie
|   | Date             | Lieu                         | Match                       | Score | Compétition                                |
| 1 | 6 novembre 1996  | Sarajevo, Bosnie-Herzégovine | Bosnie-Herzégovine - Italie | 2 - 1 | Match amical                               |
| 2 | 11 juin 2019     | Turin, Italie                | Italie - Bosnie-Herzégovine | 2 - 1 | Qualifications pour l'Euro 2020 (Groupe J) |
| 3 | 15 novembre 2019 | Zenica, Bosnie-Herzégovine   | Bosnie-Herzégovine - Italie | 0 - 3 | Qualifications pour l'Euro 2020 (Groupe J) |
| 4 | 4 septembre 2020 | Florence, Italie             | Italie - Bosnie-Herzégovine | 1 - 1 | Ligue des nations 2020-2021 (Ligue A)      |
| 5 | 18 novembre 2020 | Sarajevo, Bosnie-Herzégovine | Bosnie-Herzégovine - Italie | 0 - 2 | Ligue des nations 2020-2021 (Ligue A)      |
| 6 | 9 juin 2024      | Empoli, Italie               | Italie - Bosnie-Herzégovine | 1 - 0 | Match amical                               |

Bilan
- Total de matchs disputés : 6
- Victoires de l'équipe de Bosnie-Herzégovine : 1
- Victoires de l'équipe d'Italie : 4
- Matchs nuls : 1

## J

### Japon
|   | Date            | Lieu                | Match                      | Score | Compétition  |
| 1 | 28 février 2006 | Dortmund, Allemagne | Bosnie-Herzégovine - Japon | 1 - 1 | Match amical |
| 2 | 30 janvier 2008 | Tokyo, Japon        | Japon - Bosnie-Herzégovine | 3 - 0 | Match amical |

Bilan
- Total de matchs disputés : 2
- Victoires de l'équipe de Bosnie-Herzégovine : 0
- Victoires de l'équipe du Japon : 1
- Matchs nuls : 1

### Jordanie
|   | Date         | Lieu            | Match                         | Score | Compétition  |
| 1 | 11 mars 2000 | Amman, Jordanie | Jordanie - Bosnie-Herzégovine | 0 - 0 | Match amical |
| 2 | 15 mars 2000 | Amman, Jordanie | Jordanie - Bosnie-Herzégovine | 1 - 2 | Match amical |

Bilan
- Total de matchs disputés : 2
- Victoires de l'équipe de Bosnie-Herzégovine : 1
- Victoires de l'équipe de Jordanie : 0
- Matchs nuls : 1

## K

### Kazakhstan
|   | Date             | Lieu               | Match                           | Score | Compétition                                           |
| 1 | 7 septembre 2021 | Bosnie-Herzégovine | Bosnie-Herzégovine - Kazakhstan | 2 - 2 | Qualifications pour la Coupe du monde 2022 (Groupe D) |
| 2 | 9 octobre 2021   | Kazakhstan         | Kazakhstan - Bosnie-Herzégovine | 0 - 2 | Qualifications pour la Coupe du monde 2022 (Groupe D) |

Bilan
- Total de matchs disputés : 2
- Victoires de l'équipe de Bosnie-Herzégovine : 1
- Victoires de l'équipe du Kazakhstan : 0
- Matchs nuls : 1

### Koweït
|   | Date             | Lieu                       | Match                       | Score | Compétition  |
| 1 | 4 septembre 2021 | Zenica, Bosnie-Herzégovine | Bosnie-Herzégovine - Koweït | 1 - 0 | Match amical |

Bilan
- Total de matchs disputés : 1
- Victoires de l'équipe de Bosnie-Herzégovine : 1
- Victoires de l'équipe du Koweït : 0
- Matchs nuls : 0

## L

### Lettonie
|   | Date              | Lieu                       | Match                         | Score | Compétition                                           |
| 1 | 11 septembre 2012 | Zenica, Bosnie-Herzégovine | Bosnie-Herzégovine - Lettonie | 4 - 1 | Qualifications pour la Coupe du monde 2014 (Groupe G) |
| 2 | 7 juin 2013       | Riga, Lettonie             | Lettonie - Bosnie-Herzégovine | 0 - 5 | Qualifications pour la Coupe du monde 2014 (Groupe G) |

Bilan
- Total de matchs disputés : 2
- Victoires de l'équipe de Bosnie-Herzégovine : 2
- Victoires de l'équipe de Lettonie : 0
- Matchs nuls : 0

### Liechtenstein
|    | Date             | Lieu                       | Match                              | Score | Compétition                                           |
| 1  | 18 août 1999     | Vaduz, Liechtenstein       | Liechtenstein - Bosnie-Herzégovine | 0 - 0 | Match amical                                          |
| 2  | 28 mars 2001     | Vaduz, Liechtenstein       | Liechtenstein - Bosnie-Herzégovine | 0 - 3 | Qualifications pour la Coupe du monde 2002 (Groupe 7) |
| 3  | 7 octobre 2001   | Zenica, Bosnie-Herzégovine | Bosnie-Herzégovine - Liechtenstein | 5 - 0 | Qualifications pour la Coupe du monde 2002 (Groupe 7) |
| 4  | 7 septembre 2012 | Vaduz, Liechtenstein       | Liechtenstein - Bosnie-Herzégovine | 8 - 1 | Qualifications pour la Coupe du monde 2014 (Groupe G) |
| 5  | 11 octobre 2013  | Zenica, Bosnie-Herzégovine | Bosnie-Herzégovine - Liechtenstein | 4 - 1 | Qualifications pour la Coupe du monde 2014 (Groupe G) |
| 6  | 4 septembre 2014 | Tuzla, Bosnie-Herzégovine  | Bosnie-Herzégovine - Liechtenstein | 3 - 0 | Match amical                                          |
| 7  | 5 septembre 2019 | Zenica, Bosnie-Herzégovine | Bosnie-Herzégovine - Liechtenstein | 5 - 0 | Qualifications pour l'Euro 2020 (Groupe J)            |
| 8  | 18 novembre 2019 | Vaduz, Liechtenstein       | Liechtenstein - Bosnie-Herzégovine | 0 - 3 | Qualifications pour l'Euro 2020 (Groupe J)            |
| 9  | 8 septembre 2023 | Zenica, Bosnie-Herzégovine | Bosnie-Herzégovine - Liechtenstein | 2 - 1 | Qualifications pour l'Euro 2024 (Groupe J)            |
| 10 | 13 octobre 2023  | Vaduz, Liechtenstein       | Liechtenstein - Bosnie-Herzégovine | 0 - 2 | Qualifications pour l'Euro 2024 (Groupe J)            |

Bilan
- Total de matchs disputés : 10
- Victoires de l'équipe de Bosnie-Herzégovine : 9
- Victoires de l'équipe du Liechtenstein : 0
- Matchs nuls : 1

### Lituanie
|   | Date             | Lieu                         | Match                         | Score | Compétition                                           |
| 1 | 14 octobre 1998  | Vilnius, Lituanie            | Lituanie - Bosnie-Herzégovine | 4 - 2 | Qualifications pour l'Euro 2000 (Groupe 9)            |
| 2 | 5 juin 1999      | Sarajevo, Bosnie-Herzégovine | Bosnie-Herzégovine - Lituanie | 2 - 0 | Qualifications pour l'Euro 2000 (Groupe 9)            |
| 3 | 30 mars 2005     | Sarajevo, Bosnie-Herzégovine | Bosnie-Herzégovine - Lituanie | 1 - 1 | Qualifications pour la Coupe du monde 2006 (Groupe 7) |
| 4 | 7 septembre 2005 | Vilnius, Lituanie            | Lituanie - Bosnie-Herzégovine | 0 - 1 | Qualifications pour la Coupe du monde 2006 (Groupe 7) |
| 5 | 16 octobre 2012  | Zenica, Bosnie-Herzégovine   | Bosnie-Herzégovine - Lituanie | 3 - 0 | Qualifications pour la Coupe du monde 2014 (Groupe G) |
| 6 | 15 octobre 2013  | Kaunas, Lituanie             | Lituanie - Bosnie-Herzégovine | 0 - 1 | Qualifications pour la Coupe du monde 2014 (Groupe G) |

Bilan
- Total de matchs disputés : 6
- Victoires de l'équipe de Bosnie-Herzégovine : 4
- Victoires de l'équipe de Lituanie : 1
- Matchs nuls : 1

### Luxembourg
|   | Date              | Lieu                       | Match                           | Score | Compétition                                |
| 1 | 29 mars 2003      | Zenica, Bosnie-Herzégovine | Bosnie-Herzégovine - Luxembourg | 2 - 0 | Qualifications pour l'Euro 2004 (Groupe 2) |
| 2 | 19 septembre 2003 | Luxembourg, Luxembourg     | Luxembourg - Bosnie-Herzégovine | 0 - 1 | Qualifications pour l'Euro 2004 (Groupe 2) |
| 3 | 31 mars 2004      | Luxembourg, Luxembourg     | Luxembourg - Bosnie-Herzégovine | 1 - 2 | Match amical                               |
| 4 | 3 septembre 2010  | Luxembourg, Luxembourg     | Luxembourg - Bosnie-Herzégovine | 0 - 3 | Qualifications pour l'Euro 2012 (Groupe D) |
| 5 | 7 octobre 2011    | Zenica, Bosnie-Herzégovine | Bosnie-Herzégovine - Luxembourg | 5 - 0 | Qualifications pour l'Euro 2012 (Groupe D) |
| 6 | 25 mars 2016      | Luxembourg, Luxembourg     | Luxembourg - Bosnie-Herzégovine | 0 - 3 | Match amical                               |
| 7 | 29 mars 2022      | Zenica, Bosnie-Herzégovine | Bosnie-Herzégovine - Luxembourg | 1 - 0 | Match amical                               |
| 8 | 20 juin 2023      | Zenica, Bosnie-Herzégovine | Bosnie-Herzégovine - Luxembourg | 0 - 2 | Qualifications pour l'Euro 2024 (Groupe J) |
| 9 | 16 novembre 2023  | Luxembourg, Luxembourg     | Luxembourg - Bosnie-Herzégovine | 4 - 1 | Qualifications pour l'Euro 2024 (Groupe J) |

Bilan
- Total de matchs disputés : 9
- Victoires de l'équipe de Bosnie-Herzégovine : 7
- Victoires de l'équipe du Luxembourg : 2
- Matchs nuls : 0

## M

### Macédoine du Nord
|   | Date            | Lieu                         | Match                          | Score | Compétition  |
| 1 | 3 juin 1998     | Skopje, Macédoine du Nord    | Macédoine - Bosnie-Herzégovine | 1 - 1 | Match amical |
| 2 | 29 mars 2000    | Zenica, Bosnie-Herzégovine   | Bosnie-Herzégovine - Macédoine | 1 - 0 | Match amical |
| 3 | 27 mars 2002    | Sarajevo, Bosnie-Herzégovine | Bosnie-Herzégovine - Macédoine | 4 - 4 | Match amical |
| 4 | 18 février 2004 | Skopje, Macédoine du Nord    | Macédoine - Bosnie-Herzégovine | 1 - 0 | Match amical |
| 5 | 26 mars 2008    | Zenica, Bosnie-Herzégovine   | Bosnie-Herzégovine - Macédoine | 2 - 2 | Match amical |

Bilan
- Total de matchs disputés : 5
- Victoires de l'équipe de Bosnie-Herzégovine : 1
- Victoires de l'équipe de Macédoine du Nord : 1
- Matchs nuls : 3

### Malaisie
|   | Date            | Lieu                   | Match                         | Score | Compétition             |
| 1 | 28 février 1997 | Kuala Lumpur, Malaisie | Malaisie - Bosnie-Herzégovine | 0 - 1 | Dunhill Cup 1997        |
| 2 | 25 juin 2001    | Shah Alam, Malaisie    | Malaisie - Bosnie-Herzégovine | 2 - 2 | Merdeka Tournament 2001 |

Bilan
- Total de matchs disputés : 2
- Victoires de l'équipe de Bosnie-Herzégovine : 1
- Victoires de l'équipe de Malaisie : 0
- Matchs nuls : 1

### Malte
|   | Date             | Lieu                         | Match                      | Score | Compétition                                |
| 1 | 27 janvier 1999  | Ta' Qali, Malte              | Malte - Bosnie-Herzégovine | 2 - 1 | Match amical                               |
| 2 | 15 août 2001     | Sarajevo, Bosnie-Herzégovine | Bosnie-Herzégovine - Malte | 2 - 0 | Match amical                               |
| 3 | 2 septembre 2006 | Ta' Qali, Malte              | Malte - Bosnie-Herzégovine | 2 - 5 | Qualifications pour l'Euro 2008 (Groupe C) |
| 4 | 6 juin 2007      | Sarajevo, Bosnie-Herzégovine | Bosnie-Herzégovine - Malte | 1 - 0 | Qualifications pour l'Euro 2008 (Groupe C) |

Bilan
- Total de matchs disputés : 4
- Victoires de l'équipe de Bosnie-Herzégovine : 3
- Victoires de l'équipe de Malte : 1
- Matchs nuls : 0

### Mexique
|   | Date            | Lieu                    | Match                        | Score | Compétition  |
| 1 | 9 février 2011  | Atlanta, États-Unis     | Mexique - Bosnie-Herzégovine | 2 - 0 | Match amical |
| 2 | 31 mai 2012     | Chicago, États-Unis     | Mexique - Bosnie-Herzégovine | 2 - 1 | Match amical |
| 3 | 3 juin 2014     | Chicago, États-Unis     | Mexique - Bosnie-Herzégovine | 0 - 1 | Match amical |
| 4 | 31 janvier 2018 | San Antonio, États-Unis | Mexique - Bosnie-Herzégovine | 1 - 0 | Match amical |

Bilan
- Total de matchs disputés : 4
- Victoires de l'équipe de Bosnie-Herzégovine : 1
- Victoires de l'équipe du Mexique : 3
- Matchs nuls : 0

### Moldavie
|   | Date             | Lieu                         | Match                         | Score | Compétition                                |
| 1 | 7 octobre 2006   | Chișinău, Moldavie           | Moldavie - Bosnie-Herzégovine | 2 - 2 | Qualifications pour l'Euro 2008 (Groupe C) |
| 2 | 8 septembre 2007 | Sarajevo, Bosnie-Herzégovine | Bosnie-Herzégovine - Moldavie | 0 - 1 | Qualifications pour l'Euro 2008 (Groupe C) |

Bilan
- Total de matchs disputés : 2
- Victoires de l'équipe de Bosnie-Herzégovine : 0
- Victoires de l'équipe de Moldavie : 1
- Matchs nuls : 1

### Monténégro
|   | Date              | Lieu                         | Match                           | Score | Compétition                           |
| 1 | 28 mai 2018       | Zenica, Bosnie-Herzégovine   | Bosnie-Herzégovine - Monténégro | 0 - 0 | Match amical                          |
| 2 | 2 juin 2021       | Sarajevo, Bosnie-Herzégovine | Bosnie-Herzégovine - Monténégro | 0 - 0 | Match amical                          |
| 3 | 11 juin 2022      | Podgorica, Monténégro        | Monténégro - Bosnie-Herzégovine | 1 - 1 | Ligue des nations 2022-2023 (Ligue B) |
| 4 | 23 septembre 2022 | Zenica, Bosnie-Herzégovine   | Bosnie-Herzégovine - Monténégro | 1 - 0 | Ligue des nations 2022-2023 (Ligue B) |

Bilan
- Total de matchs disputés : 4
- Victoires de l'équipe de Bosnie-Herzégovine : 1
- Victoires de l'équipe du Monténégro : 0
- Matchs nuls : 3

## N

### Nigeria
|   | Date         | Lieu           | Match                        | Score | Compétition                    |
| 1 | 22 juin 2014 | Cuiabá, Brésil | Nigeria - Bosnie-Herzégovine | 1 - 0 | Coupe du monde 2014 (Groupe F) |

Bilan
- Total de matchs disputés : 1
- Victoires de l'équipe de Bosnie-Herzégovine : 0
- Victoires de l'équipe du Nigeria : 1
- Matchs nuls : 0

### Norvège
|   | Date             | Lieu                         | Match                        | Score | Compétition                                |
| 1 | 16 octobre 2002  | Oslo, Norvège                | Norvège - Bosnie-Herzégovine | 2 - 0 | Qualifications pour l'Euro 2004 (Groupe 2) |
| 2 | 6 septembre 2003 | Zenica, Bosnie-Herzégovine   | Bosnie-Herzégovine - Norvège | 1 - 0 | Qualifications pour l'Euro 2004 (Groupe 2) |
| 3 | 24 mars 2007     | Oslo, Norvège                | Norvège - Bosnie-Herzégovine | 1 - 2 | Qualifications pour l'Euro 2008 (Groupe C) |
| 4 | 17 octobre 2007  | Sarajevo, Bosnie-Herzégovine | Bosnie-Herzégovine - Norvège | 0 - 2 | Qualifications pour l'Euro 2008 (Groupe C) |

Bilan
- Total de matchs disputés : 4
- Victoires de l'équipe de Bosnie-Herzégovine : 2
- Victoires de l'équipe de Norvège : 2
- Matchs nuls : 0

## O

### Oman
|   | Date        | Lieu           | Match                     | Score | Compétition  |
| 1 | 9 juin 2009 | Cannes, France | Bosnie-Herzégovine - Oman | 2 - 1 | Match amical |

Bilan
- Total de matchs disputés : 1
- Victoires de l'équipe de Bosnie-Herzégovine : 1
- Victoires de l'équipe d'Oman : 0
- Matchs nuls : 0

### Ouzbékistan
|   | Date          | Lieu                  | Match                            | Score | Compétition                      |
| 1 | 30 juin 2001  | Shah Alam, Malaisie   | Ouzbékistan - Bosnie-Herzégovine | 2 - 1 | Merdeka Tournament 2001 (Finale) |
| 2 | 1er juin 2009 | Tachkent, Ouzbékistan | Ouzbékistan - Bosnie-Herzégovine | 0 - 0 | Match amical                     |

Bilan
- Total de matchs disputés : 2
- Victoires de l'équipe de Bosnie-Herzégovine : 0
- Victoires de l'équipe d'Ouzbékistan : 1
- Matchs nuls : 1

## P

### Paraguay
|   | Date          | Lieu               | Match                         | Score | Compétition  |
| 1 | 21 avril 1996 | Asuncion, Paraguay | Paraguay - Bosnie-Herzégovine | 3 - 0 | Match amical |

Bilan
- Total de matchs disputés : 1
- Victoires de l'équipe de Bosnie-Herzégovine : 0
- Victoires de l'équipe du Paraguay : 1
- Matchs nuls : 0

### Pays-Bas
|   | Date             | Lieu                       | Match                         | Score | Compétition                           |
| 1 | 11 octobre 2020  | Zenica, Bosnie-Herzégovine | Bosnie-Herzégovine - Pays-Bas | 0 - 0 | Ligue des nations 2020-2021 (Ligue A) |
| 2 | 15 novembre 2020 | Amsterdam, Pays-Bas        | Pays-Bas - Bosnie-Herzégovine | 3 - 1 | Ligue des nations 2020-2021 (Ligue A) |
| 5 | 7 septembre 2024 | Eindhoven, Pays-Bas        | Pays-Bas - Bosnie-Herzégovine | 5 - 2 | Ligue des nations 2024-2025 (Ligue A) |
| 6 | 19 novembre 2024 | Zenica, Bosnie-Herzégovine | Bosnie-Herzégovine - Pays-Bas | 1 - 1 | Ligue des nations 2024-2025 (Ligue A) |

Bilan
- Total de matchs disputés : 4
- Victoires de l'équipe de Bosnie-Herzégovine : 0
- Victoires de l'équipe des Pays-Bas : 2
- Matchs nuls : 2

### Pays de Galles
|   | Date            | Lieu                       | Match                               | Score | Compétition                                |
| 1 | 12 février 2003 | Cardiff, Pays de Galles    | Pays de Galles - Bosnie-Herzégovine | 2 - 2 | Match amical                               |
| 2 | 15 août 2012    | Llanelli, Pays de Galles   | Pays de Galles - Bosnie-Herzégovine | 0 - 2 | Match amical                               |
| 3 | 10 octobre 2014 | Cardiff, Pays de Galles    | Pays de Galles - Bosnie-Herzégovine | 0 - 0 | Qualifications pour l'Euro 2016 (Groupe B) |
| 4 | 10 octobre 2015 | Zenica, Bosnie-Herzégovine | Bosnie-Herzégovine - Pays de Galles | 2 - 0 | Qualifications pour l'Euro 2016 (Groupe B) |

Bilan
- Total de matchs disputés : 4
- Victoires de l'équipe de Bosnie-Herzégovine : 2
- Victoires de l'équipe du pays de Galles : 0
- Matchs nuls : 2

### Pologne
|   | Date             | Lieu                       | Match                        | Score | Compétition                           |
| 1 | 15 décembre 2007 | Antalya, Turquie           | Pologne - Bosnie-Herzégovine | 1 - 0 | Match amical                          |
| 2 | 10 décembre 2010 | Antalya, Turquie           | Pologne - Bosnie-Herzégovine | 2 - 2 | Match amical                          |
| 3 | 16 décembre 2011 | Belek, Turquie             | Pologne - Bosnie-Herzégovine | 1 - 0 | Match amical                          |
| 4 | 7 septembre 2020 | Zenica, Bosnie-Herzégovine | Bosnie-Herzégovine - Pologne | 1 - 2 | Ligue des nations 2020-2021 (Ligue A) |
| 5 | 14 octobre 2020  | Wrocław, Pologne           | Pologne - Bosnie-Herzégovine | 3 - 0 | Ligue des nations 2020-2021 (Ligue A) |

Bilan
- Total de matchs disputés : 5
- Victoires de l'équipe de Bosnie-Herzégovine : 0
- Victoires de l'équipe de Pologne : 4
- Matchs nuls : 1

### Portugal
|   | Date             | Lieu                       | Match                         | Score | Compétition                                           |
| 1 | 14 novembre 2009 | Lisbonne, Portugal         | Portugal - Bosnie-Herzégovine | 1 - 0 | Qualifications pour la Coupe du monde 2010 (Groupe 5) |
| 2 | 18 novembre 2009 | Zenica, Bosnie-Herzégovine | Bosnie-Herzégovine - Portugal | 0 - 1 | Qualifications pour la Coupe du monde 2010 (Groupe 5) |
| 3 | 11 novembre 2011 | Zenica, Bosnie-Herzégovine | Bosnie-Herzégovine - Portugal | 0 - 0 | Qualifications pour l'Euro 2012 (Match de barrage)    |
| 4 | 15 novembre 2011 | Lisbonne, Portugal         | Portugal - Bosnie-Herzégovine | 6 - 2 | Qualifications pour l'Euro 2012 (Match de barrage)    |
| 5 | 17 juin 2023     | Lisbonne, Portugal         | Portugal - Bosnie-Herzégovine | 3 - 0 | Qualifications pour l'Euro 2024 (Groupe J)            |
| 6 | 16 octobre 2023  | Zenica, Bosnie-Herzégovine | Bosnie-Herzégovine - Portugal | 0 - 5 | Qualifications pour l'Euro 2024 (Groupe J)            |

Bilan
- Total de matchs disputés : 6
- Victoires de l'équipe de Bosnie-Herzégovine : 0
- Victoires de l'équipe du Portugal : 5
- Matchs nuls : 1

## Q

### Qatar
|   | Date            | Lieu                         | Match                      | Score | Compétition  |
| 1 | 24 janvier 2000 | Doha, Qatar                  | Qatar - Bosnie-Herzégovine | 2 - 0 | Match amical |
| 2 | 11 août 2010    | Sarajevo, Bosnie-Herzégovine | Bosnie-Herzégovine - Qatar | 1 - 1 | Match amical |

Bilan
- Total de matchs disputés : 2
- Victoires de l'équipe de Bosnie-Herzégovine : 0
- Victoires de l'équipe du Qatar : 1
- Matchs nuls : 1

## R

### Roumanie
|   | Date              | Lieu                         | Match                         | Score | Compétition                                           |
| 1 | 7 septembre 2002  | Sarajevo, Bosnie-Herzégovine | Bosnie-Herzégovine - Roumanie | 0 - 3 | Qualifications pour l'Euro 2004 (Groupe 2)            |
| 2 | 7 juin 2003       | Craiova, Roumanie            | Roumanie - Bosnie-Herzégovine | 2 - 0 | Qualifications pour l'Euro 2004 (Groupe 2)            |
| 3 | 26 mars 2011      | Zenica, Bosnie-Herzégovine   | Bosnie-Herzégovine - Roumanie | 2 - 1 | Qualifications pour l'Euro 2012 (Groupe D)            |
| 4 | 7 juin 2011       | Bucarest, Roumanie           | Roumanie - Bosnie-Herzégovine | 3 - 0 | Qualifications pour l'Euro 2012 (Groupe D)            |
| 5 | 7 juin 2022       | Zenica, Bosnie-Herzégovine   | Bosnie-Herzégovine - Roumanie | 1 - 0 | Ligue des nations 2022-2023 (Ligue B)                 |
| 6 | 26 septembre 2022 | Bucarest, Roumanie           | Roumanie - Bosnie-Herzégovine | 4 - 1 | Ligue des nations 2022-2023 (Ligue B)                 |
| 7 | 21 mars 2025      | Bucarest, Roumanie           | Roumanie - Bosnie-Herzégovine | 0 - 1 | Qualifications pour la Coupe du monde 2026 (Groupe H) |
| 8 | 15 novembre 2025  | Zenica, Bosnie-Herzégovine   | Bosnie-Herzégovine - Roumanie | -     | Qualifications pour la Coupe du monde 2026 (Groupe H) |

Bilan
- Total de matchs disputés : 7
- Victoires de l'équipe de Bosnie-Herzégovine : 3
- Victoires de l'équipe de Roumanie : 4
- Matchs nuls : 0

## S

### Saint-Marin
|   | Date             | Lieu                       | Match                            | Score | Compétition                                           |
| 1 | 4 juin 2005      | Serravalle, Saint-Marin    | Saint-Marin - Bosnie-Herzégovine | 1 - 3 | Qualifications pour la Coupe du monde 2006 (Groupe 7) |
| 2 | 8 octobre 2005   | Zenica, Bosnie-Herzégovine | Bosnie-Herzégovine - Saint-Marin | 3 - 0 | Qualifications pour la Coupe du monde 2006 (Groupe 7) |
| 3 | 7 juin 2025      | Zenica, Bosnie-Herzégovine | Bosnie-Herzégovine - Saint-Marin | 1 - 0 | Qualifications pour la Coupe du monde 2026 (Groupe H) |
| 4 | 6 septembre 2025 | Serravalle, Saint-Marin    | Saint-Marin - Bosnie-Herzégovine | -     | Qualifications pour la Coupe du monde 2026 (Groupe H) |

Bilan
- Total de matchs disputés : 3
- Victoires de l'équipe de Bosnie-Herzégovine : 3
- Victoires de l'équipe de Saint-Marin : 0
- Matchs nuls : 0

### Sénégal
|   | Date         | Lieu             | Match                        | Score | Compétition  |
| 1 | 27 mars 2018 | Le Havre, France | Sénégal - Bosnie-Herzégovine | 0 - 0 | Match amical |

Bilan
- Total de matchs disputés : 2
- Victoires de l'équipe de Bosnie-Herzégovine : 0
- Victoires de l'équipe du Sénégal : 0
- Matchs nuls : 1

### Serbie-et-Monténégro
|   | Date            | Lieu                           | Match                                     | Score | Compétition                                           |
| 1 | 21 août 2002    | Sarajevo, Bosnie-Herzégovine   | Bosnie-Herzégovine - RF Yougoslavie       | 0 - 2 | Match amical                                          |
| 2 | 9 octobre 2004  | Sarajevo, Bosnie-Herzégovine   | Bosnie-Herzégovine - Serbie-et-Monténégro | 0 - 0 | Qualifications pour la Coupe du monde 2006 (Groupe 7) |
| 3 | 12 octobre 2005 | Belgrade, Serbie-et-Monténégro | Serbie-et-Monténégro - Bosnie-Herzégovine | 1 - 0 | Qualifications pour la Coupe du monde 2006 (Groupe 7) |

Bilan
- Total de matchs disputés : 3
- Victoires de l'équipe de Bosnie-Herzégovine : 0
- Victoires de l'équipe de Serbie-et-Monténégro : 2
- Matchs nuls : 1

### Slovaquie
|   | Date              | Lieu                       | Match                          | Score | Compétition                                           |
| 1 | 17 novembre 2010  | Bratislava, Slovaquie      | Slovaquie - Bosnie-Herzégovine | 2 - 3 | Match amical                                          |
| 2 | 6 septembre 2013  | Zenica, Bosnie-Herzégovine | Bosnie-Herzégovine - Slovaquie | 0 - 1 | Qualifications pour la Coupe du monde 2014 (Groupe G) |
| 3 | 10 septembre 2013 | Žilina, Slovaquie          | Slovaquie - Bosnie-Herzégovine | 1 - 2 | Qualifications pour la Coupe du monde 2014 (Groupe G) |
| 4 | 26 mars 2023      | Bratislava, Slovaquie      | Slovaquie - Bosnie-Herzégovine | 2 - 0 | Qualifications pour l'Euro 2024 (Groupe J)            |
| 5 | 19 novembre 2023  | Zenica, Bosnie-Herzégovine | Bosnie-Herzégovine - Slovaquie | 1 - 2 | Qualifications pour l'Euro 2024 (Groupe J)            |

Bilan
- Total de matchs disputés : 5
- Victoires de l'équipe de Bosnie-Herzégovine : 2
- Victoires de l'équipe de Slovaquie : 3
- Matchs nuls : 0

### Slovénie
|   | Date              | Lieu                         | Match                         | Score | Compétition                                           |
| 1 | 10 novembre 1996  | Ljubljana, Slovénie          | Slovénie - Bosnie-Herzégovine | 1 - 2 | Qualifications pour la Coupe du monde 1998 (Groupe 1) |
| 2 | 10 septembre 1997 | Sarajevo, Bosnie-Herzégovine | Bosnie-Herzégovine - Slovénie | 1 - 0 | Qualifications pour la Coupe du monde 1998 (Groupe 1) |
| 3 | 19 novembre 2008  | Maribor, Slovénie            | Slovénie - Bosnie-Herzégovine | 3 - 4 | Match amical                                          |
| 4 | 6 février 2013    | Ljubljana, Slovénie          | Slovénie - Bosnie-Herzégovine | 0 - 3 | Match amical                                          |
| 5 | 10 juin 2025      | Celje, Slovénie              | Slovénie - Bosnie-Herzégovine | 2 - 1 | Match amical                                          |

Bilan
- Total de matchs disputés : 5
- Victoires de l'équipe de Bosnie-Herzégovine : 4
- Victoires de l'équipe de Slovénie : 1
- Matchs nuls : 0

### Suède
|   | Date        | Lieu         | Match                      | Score | Compétition  |
| 1 | 29 mai 2010 | Solna, Suède | Suède - Bosnie-Herzégovine | 4 - 2 | Match amical |

Bilan
- Total de matchs disputés : 1
- Victoires de l'équipe de Bosnie-Herzégovine : 0
- Victoires de l'équipe de Suède : 1
- Matchs nuls : 0

### Suisse
|   | Date         | Lieu           | Match                       | Score | Compétition  |
| 1 | 29 mars 2016 | Zurich, Suisse | Suisse - Bosnie-Herzégovine | 0 - 2 | Match amical |

Bilan
- Total de matchs disputés : 1
- Victoires de l'équipe de Bosnie-Herzégovine : 1
- Victoires de l'équipe de Suisse : 0
- Matchs nuls : 0

## T

### Tchéquie
|   | Date             | Lieu                         | Match                         | Score | Compétition                                |
| 1 | 10 octobre 1998  | Sarajevo, Bosnie-Herzégovine | Bosnie-Herzégovine - Tchéquie | 1 - 3 | Qualifications pour l'Euro 2000 (Groupe 9) |
| 2 | 8 septembre 1999 | Teplice, Tchéquie            | Tchéquie - Bosnie-Herzégovine | 3 - 0 | Qualifications pour l'Euro 2000 (Groupe 9) |

Bilan
- Total de matchs disputés : 2
- Victoires de l'équipe de Bosnie-Herzégovine : 0
- Victoires de l'équipe de Tchéquie : 2
- Matchs nuls : 0

### Tunisie
|   | Date            | Lieu           | Match                        | Score | Compétition  |
| 1 | 5 novembre 1997 | Tunis, Tunisie | Tunisie - Bosnie-Herzégovine | 2 - 1 | Match amical |

Bilan
- Total de matchs disputés : 1
- Victoires de l'équipe de Bosnie-Herzégovine : 0
- Victoires de l'équipe de Tunisie : 1
- Matchs nuls : 0

### Turquie
|   | Date             | Lieu                         | Match                        | Score | Compétition                                           |
| 1 | 16 août 2000     | Sarajevo, Bosnie-Herzégovine | Bosnie-Herzégovine - Turquie | 2 - 0 | Match amical                                          |
| 2 | 2 juin 2007      | Sarajevo, Bosnie-Herzégovine | Bosnie-Herzégovine - Turquie | 3 - 2 | Qualifications pour l'Euro 2008 (Groupe C)            |
| 3 | 21 novembre 2007 | Istanbul, Turquie            | Turquie - Bosnie-Herzégovine | 1 - 0 | Qualifications pour l'Euro 2008 (Groupe C)            |
| 4 | 11 octobre 2008  | Istanbul, Turquie            | Turquie - Bosnie-Herzégovine | 2 - 1 | Qualifications pour la Coupe du monde 2010 (Groupe 5) |
| 5 | 9 septembre 2009 | Zenica, Bosnie-Herzégovine   | Bosnie-Herzégovine - Turquie | 1 - 1 | Qualifications pour la Coupe du monde 2010 (Groupe 5) |

Bilan
- Total de matchs disputés : 5
- Victoires de l'équipe de Bosnie-Herzégovine : 2
- Victoires de l'équipe de Turquie : 2
- Matchs nuls : 1

## U

### Ukraine
|   | Date             | Lieu                       | Match                        | Score | Compétition                                           |
| 1 | 12 octobre 2021  | Lviv, Ukraine              | Ukraine - Bosnie-Herzégovine | 1 - 1 | Qualifications pour la Coupe du monde 2022 (Groupe D) |
| 2 | 16 novembre 2021 | Zenica, Bosnie-Herzégovine | Bosnie-Herzégovine - Ukraine | 0 - 2 | Qualifications pour la Coupe du monde 2022 (Groupe D) |
| 3 | 21 mars 2024     | Zenica, Bosnie-Herzégovine | Bosnie-Herzégovine - Ukraine | 1 - 2 | Qualifications pour l'Euro 2024 (Barrages)            |

Bilan
- Total de matchs disputés : 3
- Victoires de l'équipe de Bosnie-Herzégovine : 0
- Victoires de l'équipe d'Ukraine : 2
- Matchs nuls : 1

## V

### Viêt Nam
|   | Date            | Lieu                   | Match                         | Score | Compétition      |
| 1 | 22 février 1997 | Kuala Lumpur, Malaisie | Viêt Nam - Bosnie-Herzégovine | 0 - 4 | Dunhill Cup 1997 |

Bilan
- Total de matchs disputés : 1
- Victoires de l'équipe de Bosnie-Herzégovine : 1
- Victoires de l'équipe du Viêt Nam : 0
- Matchs nuls : 0

## Z

### Zimbabwe
|   | Date            | Lieu                   | Match                         | Score | Compétition      |
| 1 | 24 février 1997 | Kuala Lumpur, Malaisie | Zimbabwe - Bosnie-Herzégovine | 2 - 2 | Dunhill Cup 1997 |

Bilan
- Total de matchs disputés : 1
- Victoires de l'équipe de Bosnie-Herzégovine : 0
- Victoires de l'équipe du Zimbabwe : 0
- Matchs nuls : 1